# Stanislas de Guaita
Stanislas de Guaita (Moselle, 6. travnja 1861. – 19. prosinca 1897.), francuski markiz, pjesnik i okultist. Bio je stručnjak za ezoteriju, magiju i misticizam, a zanimao se i za alkemiju. Bio je učenik Eliphasa Lévija koji ga je inicirao u ezoteriju. Umro je od prevelike doze narkotika.
Osnovao je, zajedno s Oswaldom Wirthom, rozenkrojcersko društvo (fra. Ordre Kabbalistique de la Rose-Croix) u Parizu.